# Un mostro in cucina
Un mostro in cucina (It Came from Beneath the Sink!) è il trentesimo libro della serie horror per ragazzi Piccoli brividi, scritta da R. L. Stine. 

## Trama
Daniel e Katrina, fratello e sorella, si sono appena trasferiti in una nuova casa. Qui il loro cane Killer inizia a ringhiare contro l'armadietto sotto il lavandino in cucina. Lo aprono e vi trovano qualcosa di molto bizzarro: sembra una spugna, ma è calda ed emette degli strani rumori, come se respirasse. Dopo averla tirata fuori dal suo nascondiglio, Katrina cerca di capire cosa sia quello strano essere, ma sempre senza trovare risposta. Nel frattempo, strani eventi cominciano a capitare attorno a lei, come se portasse sfortuna a tutti coloro che le stanno attorno, incluso il suo cane Killer, che scompare.

Poi, su un libro chiamato "L'enciclopedia dell'assurdo" reperito da Daniel, scoprono che la cosa è in realtà un Grul, un mostro che causa incidenti e sventure al suo "possessore" e a chi gli sta intorno, nutrendosi della sua sfortuna. Il grul non può essere ucciso né con la forza né con altri metodi violenti, né ci si può sbarazzare di un Grul, perché chiunque perda il Grul o se ne liberi volontariamente è destinato a morire entro un giorno. Può solo passare a un nuovo possessore quando quello vecchio muore. Il libro riporta anche l'immagine di un Lanx, un cugino del Grul ma ancora più pericoloso (ha l'aspetto di una patata con una bocca piena di denti affilati), il quale una volta che si è attaccato a una persona, non la lascia finché non l'ha dissanguata.

Katrina cerca in tutti i modi di uccidere il Grul, ma sempre inutilmente, attirando a sé solo nuove sventure. Alla fine però scopre che dando al Grul l'esatto opposto di ciò che vuole, cioè amore ed affetto, questo si indebolisce. Inizia allora dare al Grul carezze ed effusioni e questo, sconfitto, muore.

Morto il Grul, ricompare anche il suo cane Killer, il quale scopre però un altro oggetto sotto al lavandino: una patata con i denti, presumibilmente il terribile Lanx.

## Creature del racconto
- Katrina: protagonista della storia.
- Daniel: fratello di Katrina.
- Il Grul: un mostro che si ciba di sventure e infelicità. Chiunque entri in possesso di un Grul sarà soggetto a incidenti e sfortuna, e se cerca di eliminare fisicamente il Grul, ciò aumenterà solo la sua sete di disperazione. Inoltre, se il proprietario tenta di sbarazzarsi o dar via un Grul, morirà entro 24 ore, a meno che non riesca a riprenderlo in tempo. L'unico modo per eliminare un Grul (come scopre Katrina a fine libro) è mostrandogli amore e compassione. Quando Daniel e Katrina lo trovano sotto il lavandino della cucina, esclamano: La spugna! Sotto il lavandino! Respira!.
- Il Lanx: cugino del Grul, assomiglia a una patata, ma ha denti affilati. Quando si attacca a una vittima, non si stacca finché non l'ha completamente dissanguata.
- Killer: il cane di Daniel e Katrina.

## Episodio tv
Di questo racconto è stata fatta una trasposizione televisiva in cui si vede Katrina che tiene il Grul, ancora in vita, in un ambiente confortevole e allegro dato che non dovrà mai separarsi di lui, il che fa capire che il Grul è ancora vivo.

## Edizioni
- R. L. Stine, Un mostro in cucina, traduzione di Daniela Padoan, collana Piccoli brividi, Arnoldo Mondadori Editore, 1997,  p. 143, ISBN 88-04-42402-8.